# Heterorhabdus robustoides
Heterorhabdus robustoides är en kräftdjursart som beskrevs av Brodsky 1950. Heterorhabdus robustoides ingår i släktet Heterorhabdus och familjen Heterorhabdidae. Inga underarter finns listade i Catalogue of Life.